# Cementiri de Sant Andreu
El Cementiri de Sant Andreu és un recinte funerari del barri de Porta de Barcelona, catalogat com a bé amb elements d'interès (categoria C).

## Història i descripció
Fou inaugurat el 1834 com a necròpolis del municipi de Sant Andreu de Palomar, arran de l'ordre reial que prohibia els enterraments en els cementiris parroquials. Després del cementiri del Poblenou, va ser el segon del Pla de Barcelona, i es va fer a la rodalia del poble, en els terrenys de la masia de Can Calç.
S'amplià el 1899 amb 500 nínxols nous i un projecte de Pere Falqués. El 1913 s'hi va fer una nova capella i el 1919 l'última ampliació, per l'arquitecte Agustí Domingo i Verdaguer. El 1927 es va inaugurar la nova façana que dona al carrer dels Garrofers, obra d'Agustí Domingo Verdaguer. Ramon Tèrmens Mauri va projectar l'actual capella el 1955, acabada el 1958 en un estil organicista.
Hi ha un recinte hebreu amb tombes a terra, segons la tradició jueva. També hi ha el cementiri militar de la ciutat, en el qual hi ha el Panteó del Soldat, destinat a soldats sense recursos, atribuït a l'escultor Frederic Marès i l'arquitecte Juan Gordillo (1941-1955). Una de les tombes més visitades és la de Francesc Pla, conegut com el «santet de Sant Andreu», un seminarista jove a qui el bisbe va prohibir dir missa perquè la seva mare practicava l'espiritisme i que, segons la tradició, va morir de pena.
Al cementiri s'hi pot trobar el Monument al Soldat, l'únic panteó militar de la ciutat, format per vuit tombes i creat a la dècada de 1940, per tal de donar sepultura als militars del bàndol franquista que no disposaven de recursos suficients per a pagar-se l'enterrament. El 14 d'octubre de 2019 fou objecte d'un atac anònim amb pintura marró, que embrutà els respectius nínxols. Les entitats municipals a càrrec descartaren tramitar denúncia formal mentre que la Inspecció General de l'Exèrcit de Terra sí que denuncià els fets davant dels Mossos d'Esquadra. Anualment, cap al mes de novembre, l'Exèrcit de Terra espanyol hi ret un homenatge als caiguts.

## Personalitats enterrades
Entre les persones que s'hi han enterrades hi ha (per ordre cronològic de mort):
- Luis de Lacy y Gautier (San Roque, Cadis, 1772 - Palma, 1817), militar liberal, capità general de Catalunya en 1811-1812 (Panteó del Soldat, n. 20).
- Joaquim Malats i Miarons (Barcelona, 1872 - 1912), pianista i compositor.
- Dolors Aleu i Riera (Barcelona, 1857 - 1913), metgessa, primera llicenciada en medicina a Espanya i segona en doctorar-s'hi (dep. II, panteó 66, Família Cuyàs).
- Pere Falqués i Urpí (Sant Andreu de Palomar, 1850 - Barcelona, 1916), arquitecte modernista (Dep. I, via 3, nínxol 243).
- Francesc Pla "el Santet" (Sant Andreu de Palomar, 1893 - 1918), seminarista.
- Ignasi Iglésias i Pujadas (Sant Andreu de Palomar, 1871 – Barcelona, 1928), dramaturg i poeta (Dep. III, núm. 1).
- Ramon Casanellas i Lluch (Barcelona, 1897 - el Bruc, Anoia, 1933) i Francisco del Barrio Navarro (Valladolid, ? - el Bruc, 1933), polítics i militants comunistes.
- Antoni Forns i Carulla (Sant Sadurní d'Anoia, 1862 - Barcelona, 1936), sacerdot màrtir (ossari general).
- Narcís Sitjà i Basté (Sant Andreu de Palomar, 1867 - Barcelona, 1936), sacerdot dels Fills de la Sagrada Família, màrtir i beat.
- Manuel Utor, anomenat el Musclaire (Barcelona, 1862 - 1946), tenor.
- Joan Comorera i Soler (Cervera, 1894 - Burgos, 1958), polític, primer secretari general del PSUC (restes portades en 1985) (dep. III, pis 2, número 8885).
- Miquel Bernet Toledano (Barcelona, 1921 - 1960), autor de còmic (Departament II, nínxol 1490).
- Mariano San León Herreras (Valladolid, 1869 - Barcelona, 1963), poeta i autor d'himnes de les esglésies evangèliques.
- José Peñarroya Peñarroya (Forcall, Els Ports, 1910 - Barcelona, 1975), guionista i dibuixant de còmics (Departament II, nínxol 1723).
- Francesca Vergés i Escofet (Figueres, 1898 - Barcelona, 1976), activista republicana, feminista i catalanista (dep. II, 1, nínxol 867, Família Colomer)
- Maria Núria Flaquer Cucurella ( - Barcelona, 1976), professora, mare de Teresa Gimpera (dep. III, 3, nínxol 9208)
- Rafael Benet i Vancells (Terrassa, 1889 - Barcelona, 1979), pintor, crític d'art i historiador de l'art.
- Antoni Arissa i Asmarats (Sant Andreu de Palomar, 1900 - Barcelona, 1980), fotògraf (dep. I, via 4, nínxol 112).
- Raúl del Castillo (l'Havana, 1925 - Barcelona, 1985), cantant establert a Barcelona el 1954, conegut com a "la voz de la simpatía".
- Antònia Pich Santasusana (Sant Andreu de Palomar, Barcelona,  1910 – 1990), pianista, violinista i professora de música (dep. II, 3, nínxol 3082)
- Artur Moreno i Salvador (València, 1909 - Barcelona, 1993), historietista, il·lustrador i pioner dels dibuixos animats (dep. I, via 1, nínxol 109).
- Carles Caballé i Borràs (Barcelona, 1907 - 1995), pare de la cantant Montserrat Caballé (dep. III, via 3, nínxol 7010).
- Maria Antònia de Blas i Barrabés (Barcelona, 1943 - 1996), activista veïnal del barri (dep. II, 2, nínxol 138)[3]
- Antoni Batllori i Jofré (Barcelona, 1915 - 1999), dibuixant il·lustrador (dep. II, sèrie 1, arc capella 6)
- Eulàlia Bota i Ill (Barcelona, 1953-2002), professora i pedagoga, impulsora de l'escola inclusiva (dep I, sèrie 4, nínxol 36)
- Josep Benet i Morell (Cervera, la Segarra, 1920 - Sant Cugat del Vallès, 2008), polític, historiador i editor (dep. I, número 13, grup lateral dret)
- Pilar Espuña Domènech (Barcelona, 1928- 2010), militant obrera cristiana, feminista i sindicalista (dep. III, 5, nínxol 9350, "Basili Espuña i els seus")
- Alfred Lucchetti i Farré (Barcelona, 1934 - 2011), actor (dep. II, via 6, nínxol 1339).
- Montserrat Caballé (Barcelona, 1935 - 2018), soprano (dep. III, via 3, nínxol 7010).
- Eva Serra i Puig (Barcelona, 1942 - 2018), historiadora i activista política (dep. III, 5, nínxol 1811)
- Teresa de Blas i Barrabés (Barcelona, 1937 - 2022), activista feminista, fundadora de l'Associació Pal·las Atenea (dep. II, 2, nínxol 138)[3]